# سامبوكو
سامبوكو هيبلدية (كوميون) في مقاطعة كونيو في منطقة بيدمونت الإيطالية، وتقع على بعد حوالي 100 كيلومتر (62 ميل) جنوب غرب تورينو وحوالي 40 كيلومتر (25 ميل) غرب كونيو. اعتبارًا من 31 ديسمبر 2004، كان عدد سكانها 92 نسمة تبلغ مساحتها 46.8 كيلومتر مربع (18.1 ميل2). 
تقع سامبوكو على حدود البلديات التالية: كانوزيوس، ديمونتي، مرمورا، بيترابورتسيو، فيناديو.